# 292P/Li
292P/Li è una cometa periodica appartenente alla famiglia delle comete gioviane; la cometa è stata scoperta il 26 dicembre 1998 dall'astronomo cinese Weidong Li, due giorni dopo l'annuncio della scoperta veniva comunicato che erano state scoperte immagini di prescoperta risalenti al 23 settembre 1998, la sua riscoperta il 9 maggio 2013 ha permesso di numerarla.